# ژاک بویر
ژاک بویر (انگلیسی: Jacques Boyer؛ زادهٔ ۸ اکتبر ۱۹۵۵) دوچرخه‌سوار اهل ایالات متحده آمریکا است. وی در مسابقات تور دو فرانس شرکت کرده است.